# Чейз, Ричард
Ри́чард Тре́нтон Чейз (англ. Richard Trenton Chase; 23 мая 1950, Санта-Клара, Калифорния, США — 26 декабря 1980, Сан-Квентин, Калифорния, США) — американский серийный и массовый убийца, каннибал и некрофил. Он получил прозвище «Вампир из Сакраменто» (англ. Vampire of Sacramento), потому что пил кровь своих жертв и поедал останки.

## Биография
Родился в семье алкоголиков. Страдал триадой Макдональда: энурез, пиромания и зоосадизм.
Примерно с 15 лет Чейз начинает сильно пить и употреблять наркотики, также он страдал от эректильной дисфункции из-за «психологических проблем, вытекающих из подавленного гнева».
В возрасте 18 лет Чейз обратился к психиатру с жалобами на слабую эрекцию. Тот объяснил ему, что проблема может заключаться в подавленной агрессии. Психиатр не рискнул сообщить ему о возможном серьёзном психическом заболевании. Позже Чейзу стало ясно, что он не способен возбудиться от обычных сексуальных действий. Он способен испытать оргазм только от причинения мучений, секса с трупами, расчленения тел, поедания плоти. В 1971 году Чейз впервые попадает в поле зрения полиции: он арестован за хранение марихуаны.
В 24 года он начал страдать от ипохондрии и клинического бреда. Он часто жаловался, что его сердце время от времени «переставало биться»; был уверен, что его кровь превращается в пудру, а желудок повёрнут к спине; думал, что его кости черепа разделились и свободно двигаются. Для того, чтобы посмотреть на это, он обрил голову. Чтобы восполнить потерю крови, он ловил и покупал кроликов и других мелких животных (крыс и т. д.). Он их убивал, пил их кровь и ел внутренние органы сырыми. Также он смешивал в миксере кровь и кишки и поедал их. Помимо этого, он держал апельсины на голове, считая, что витамин C будет поступать в его мозг посредством диффузии.
Однажды он зашёл в отделение скорой помощи в поисках человека, который похитил его лёгочную артерию. Психиатр предположил, что это может быть психозом, спровоцированным злоупотреблением ЛСД. Его наблюдали в психиатрической клинике в течение 72 часов, однако разрешили покинуть её, если ему захочется, не спрашивая разрешения, что Чейз и сделал.
Живя с родителями, он постоянно обвинял мать в том, что она работает на нацистов, которые хотят отравить его. У отца Чейза в конце концов кончилось терпение, и он снял сыну отдельную квартиру.

### Лечение
Чейзу поставили диагноз параноидная шизофрения после того, как он ввёл себе внутривенно кроличью кровь и попал в больницу в шоковом состоянии. Чейз считал, что это случилось из-за того, что кролик съел кислоту из батарейки, которая его и отравила. Его направили в психиатрическую клинику, где ему провели антипсихотическое лечение, которое, однако, мало помогло. Он сбежал оттуда, но через некоторое время его арестовали и поместили в клинику для душевнобольных преступников Беверли-Мэнер. Там он часто делился с персоналом и пациентами своими фантазиями об убийствах кроликов. Однажды санитар заметил, что у Чейза перепачкан рот кровью: он изловчился поймать двух птиц через прутья решетки на окне палаты, свернул им головы и выпил их кровь. Так Чейз получил своё прозвище «Дракула».
После курса лечения антипсихотиками Чейз был признан вылечившимся и не представляющим опасности для общества. В 1976 году его отпустили на попечительство родителей. Его мать, однако, посчитала, что «таблетки» делают из её сына «зомби» и перестала давать лекарства. Без психотропных препаратов его состояние ухудшилось: он стал поклонником Хиллсайдских душителей и начал собирать газетные заметки по этому делу, считая, что душители, как и он, стали жертвами совместного нацистско-инопланетного заговора. Он перестал ухаживать за собой: не мылся, не расчёсывался, не чистил зубы, перестал есть и стал стремительно худеть, начал ловить, убивать и есть соседских домашних животных. Один раз он позвонил своему соседу и объяснил, что убил его собаку, иначе бы он умер из-за недостатка в организме «свежей крови».
Чейз однажды пришёл к своей матери и швырнул ей в лицо мёртвую кошку, затем упал на колени, разорвал кошке живот голыми руками, погрузил туда руки и, крича, размазывал кровь по своему лицу. Мать Чейза об этом случае никому не рассказывала.

### Убийства
В 1977 году Чейз купил полуавтоматический пистолет 22-го калибра и начал готовиться к убийствам. 27 декабря 1977 года он ворвался в дом незнакомой ему женщины (она в это время отсутствовала) и стрелял у неё на кухне. Полиция обнаружила в стене пулю 22-го калибра.
29 декабря 1977 года Чейз убил свою первую жертву — 51-летнего инженера, отца двоих детей Амброуза Гриффина. Чейз ехал на своём грузовике и, заметив мужчину, который помогал жене нести покупки в дом, произвёл из окна машины два выстрела. Одна пуля попала в грудь Гриффина и убила его на месте. Полиция установила, что эта пуля была выпущена из того же оружия, что и пуля в доме у женщины 27 декабря. На следующий день Чейз купил газету с передовицей о своём убийстве, которую вырезал и сохранил.
11 января 1978 года Чейз попросил у своей соседки сигарет, а затем насильно удерживал её, пока она не отдала все сигареты, что были в доме.
21 января 1978 года он совершил второе убийство. В этот день он ворвался в дом молодых супругов Роберта и Барбары Эдвардс, но там никого не было. Он украл деньги, помочился в выдвижной ящик шкафа с одеждой их ребёнка и испражнился на его кроватку. Супруги вернулись домой, когда Чейз ещё был там. Роберт Эдвардс попытался остановить его, но тот сумел сбежать. Чейз продолжил попытки проникнуть в чьё-нибудь жилище и, переходя от одного к другому, пробрался в дом Дэвида и Терезы Уоллин. Чейз трижды выстрелил: одна пуля попала беременной 22-летней женщине в руку, вторая и третья — в голову. После убийства он изнасиловал труп, одновременно нанося удары тесаком. Потом он вскрыл брюшную полость, удалил кишки, поджелудочную железу, почки и селезёнку и собрал кровь в ведро. Ведро он отнес в ванную, где обливал себя кровью. В мусоре он нашёл пустой стаканчик из-под йогурта и из него пил кровь Терезы. Затем он вышел во двор, подобрал там собачий кал и засунул его в рот жертве.
Через два дня после убийства Чейз приобрел двух щенков у соседа, которых также убил и выпил кровь.
27 января Чейз убил в последний раз, теперь у него было сразу четыре жертвы. Он проник в дом 38-летней Эвелины Мирот, разведённой матери троих детей, где сразу выстрелил в упор в Дэна Мередита, соседа Эвелины. Затем он застрелил Эвелину и изнасиловал её труп, в том числе и анально. Одновременно он пил кровь из ран на шее, затем шесть раз воткнул ей в анус нож, вскрыл брюшную полость, вынул кишки и внутренние органы, изрезал ей горло и безуспешно попытался вытащить глазное яблоко. Сына Эвелины, Джейсона Мирота, он убил двумя выстрелами в упор. Затем он застрелил полуторогодовалого племянника Эвелины Дэвида Феррейра, которому вскрыл череп и съел часть мозга. Убийцу спугнула соседская девочка, постучавшая в дверь. Схватив тело Дэвида, Чейз выбежал из дома через чёрный ход и уехал на автомобиле Дэна Мередита. Девочка видела Чейза и сообщила об этом своим родителям, те вызвали полицию, которая на месте преступления обнаружила, что Чейз оставил отпечатки рук и обуви кровью Мирота.
Чейз вернулся в свою квартиру, где он пил кровь Дэвида, используя его пенис вместо соломинки. Его внутренние органы он съел перед тем, как утилизировать тело в близлежащей церкви.

### Арест
Через пять дней после убийств в полицию позвонила Нэнси Холден и сообщила, что разыскиваемый убийца — это, скорее всего, её бывший одноклассник Ричард Чейз. Проверив его личность и узнав, что на него зарегистрирован пистолет 22-го калибра и что он состоит на учёте у психиатра, полицейские немедленно отправились к нему домой. Хозяин квартиры, где жил убийца, сообщил, что за квартиру платит мать Чейза и что, вероятно, жилец — жертва ЛСД.
Полицейские установили за домом Чейза слежку. Спустя некоторое время, Чейз вышел из дома, держа под мышкой окровавленную коробку. Полицейские его задержали. В коробке оказались куски окровавленных обоев и окровавленный полуавтоматический пистолет 22-го калибра. На вопрос, зачем ему это все и откуда кровь, Чейз ответил, что он недавно застрелил несколько собак. Оранжевая куртка и обувь Чейза были также в пятнах крови. В кармане у него нашли бумажник Дэна Мередита.

### Суд
2 января 1979 года начался суд над Чейзом, который в это время при росте в 180 см весил 48 кг. Ему предъявили обвинения в шести убийствах. Обвинитель настаивал на том, что Чейз был в состоянии осознать, что он делает, и что совершал он преступления, в том числе и из корыстных побуждений, поскольку он забрал бумажник Дэна Мередита и угнал его машину. Защита же говорила, что Чейз однозначно психически болен и что он виновен в убийствах второй степени, что означало бы не смертный приговор, а пожизненное заключение в специализированной клинике. На суде Чейз извинился за свои убийства и сказал, что его вынудили их совершить.
8 мая 1979 года присяжные признали Чейза вменяемым и виновным в шести убийствах первой степени, и суд приговорил его к казни в газовой камере.

### Самоубийство
Чейза перевели в тюрьму Сан-Квентин в камеру смертников. Там над ним начали издеваться другие заключённые, пытаясь склонить его к суициду.
В тюрьме Чейз провел несколько бесед с Агентом ФБР Робертом К. Ресслером, в которых делился своими страхами перед нацистами и НЛО. Он говорил, что, хотя и совершил убийства, но только под угрозой своей смерти. Он просил Ресслера дать ему доступ к радару, чтобы он мог с его помощью выследить нацистские летающие тарелки, и тогда нацисты ответят за все убийства, совершенные им. Один раз он достал из карманов внушительное количество макарон с сыром, которыми его кормили в тюрьме, и вручил их Ресслеру, сказав, чтобы тот провел их анализ, потому что тюремное начальство заодно с нацистами и хочет отравить его.
26 декабря 1980 года Чейза нашли мёртвым в своей камере. На вскрытии выяснилось, что он покончил с собой, приняв большую дозу прописанных ему антидепрессантов, которую скопил за несколько месяцев (каждый день ему давали по три таблетки).

## В популярной культуре
В 1987 был снят фильм «Неистовство» по мотивам преступлений Чейза.